# Els Castellets (Arbúcies)
Els Castellets és una muntanya de 1.412 metres que es troba entre els municipis d'Arbúcies, a la comarca de la Selva i de Montseny, a la comarca del Vallès Oriental.